# Чуянчі
Чуянчі́ (тадж. Чӯянчӣ) — село у складі Хатлонської області Таджикистану. Входить до складу джамоату Талбака Садріддінова Шахрітуського району.
Назва села означає «чавунроб», де чӯян (чавун) та приставка -чӣ (вказує на роботу).
Населення — 1921 особа (2017).